# На смертном одре: Постель-людоед
«На смертном одре: Постель-людоед» (англ. Death Bed: The Bed That Eats) — американский независимый фильм ужасов 1977 года (нелегально вышел в 1983 году (примерно), официальная премьера (на небольшом кинофестивале) состоялась в 2003 году), снятый в поджанре «сюрреалистичный фолк-хоррор», с элементами эротики. Режиссёром, продюсером и сценаристом ленты выступил Джордж Барри — любитель, никак не связанный с киноискусством; «Постель-людоед» осталась его единственной работой.

## Сюжет
В 1897 году демон влюбился в земную женщину и заклинанием создал кровать, чтобы на ней заняться со своей избранницей любовью. Во время соития женщина умерла, и опечаленный демон заплакал кровавыми слезами, которые упали на ложе и вдохнули в него жизнь. Пока демон отдыхает, зло кровати сдерживается, но раз в десять лет демон просыпается, давая кровати силу физически поедать людей, находящихся на ней. Только один человек, художник, (режиссёр даёт понять, что это — Обри Бёрдслей), был пощажён, но кровать приговорила его к бессмертию за картиной, где он должен вечно быть свидетелем того, как кровать принимает жертвы. Постель десятилетиями переходила от владельца к владельцу, и ныне (начало 1970-х годов) стоит в пустом особняке на отшибе.
Фильм разделён на четыре новеллы, названия которых указываются на экране.
Завтрак (англ. Breakfast)
Молодая парочка проникает в заброшенный особняк, где находится кровать. Они занимаются любовью на ней, и постель поглощает их. Художник высмеивает кровать за её глупость. Обиженная кровать телекинетически разрушает бо́льшую часть дома, за исключением комнаты, в которой она сама находится.
Ланч (англ. Lunch)
Три женщины-путешественницы — Диана, Шэрон и Сьюзан — обнаруживают почти полностью разрушенный особняк в глухой сельской местности. Кровать душит Сьюзан её собственным ожерельем с распятием, а на другую женщину реагирует очень болезненно: агонией с кровотечением. Художник понимает, что такая реакция вызвана тем, что эта девушка похожа на «мать» постели (женщина, чья смерть и стала причиной появления этой кровати-людоеда). Брат Сьюзан, находящийся где-то в другом месте, отправляется на поиски пропавшей сестры.
Обед (англ. Dinner)
Одна из двух оставшихся в живых женщин спит на кровати. Она просыпается, когда кровать начинает пожирать её, пытается убежать (ползком с окровавленными ногами), и ей удаётся добраться до выхода из комнаты, но постель заарканивает девушку простынями, подтаскивает к себе и съедает. Третья женщина пытается помочь своей подруге, но безуспешно. Брат Сьюзан находит этот ужасный особняк и единственную выжившую в нём. Мужчина пытается спасти только что съеденную девушку и погружает руки в недра кровати. Спасти несчастную ему не удаётся, а постель объедает его кисти до костей.
Просто десерты (англ. Just Desserts)
Демон, создавший кровать, засыпает, что лишает её своих адских сил, и позволяет Художнику общаться с женщиной. Он описывает ей ритуал, который уничтожит эту постель. Внимательно выслушав призрака, девушка проводит ритуал, который телепортирует кровать из комнаты в неизвестное место и оживляет «мать кровати», но ценой собственной жизни. «Мать кровати» завершает ритуал, занимаясь сексом с братом, в результате чего кровать вспыхивает пламенем и умирает, позволяя Художнику, наконец, уйти из жизни.

## В ролях
В порядке перечисления в титрах. В связи со скромным бюджетом фильма, все снимавшиеся в нём актёры и актрисы малоизвестны, либо вовсе неизвестны зрителю.
- Демин Холл[англ.] — Диана
- Уильям Расс[англ.][6] — брат Шэрон
- Джули Риттер — Сьюзан
- Линда Бонд — воскрешённая[7]
- Патрик Спенс-Томас — Голос Художника
- Роза Люксембург — Шэрон
- Дейв Марш[англ.] — Художник
- Эд Олдани — жертва
- Десса Стоун — первая женщина-жертва
- Маршалл Тейт — Side Order
- Самир Эйд — гангстер
- Фред Абденур — гангстер

Также в фильме небольшие роли исполнили бабушка Джорджа Барри и доставщик продуктов, который предложил обеспечить бесплатное питание съёмочной группе — при условии, что ему дадут роль.

## Производство и показ
Джордж Барри задумал этот фильм на основе собственного ночного кошмара про постель-людоед, однажды приснившегося ему. Он сказал, что его вдохновили такие эксплуатационные режиссёры, как Роджер Корман и Джек Смит, а также европейские артхаусные фильмы, показываемые в местных автокинотеатрах.
Фильм был начат в 1971 году, и закончен лишь в 1977 году, другие источники говорят о 1972—1977 годах. После своего выхода лента не получила какого-либо распространения. Бюджет картины составил 30 000 долларов (ок. 149 000 долларов в ценах 2023 года). Съёмки велись в Детройте и его пригородах. Чтобы избежать уплаты профсоюзных взносов, многие актёры и члены съёмочной группы были гражданами Канады.
Основные съёмки заняли две недели, а следующие четыре года Барри потратил на монтаж и пост-продакшен.
На заметную роль Художника Барри пригласил Дейва Марша, который отнюдь не был актёром. Марш был музыкальным критиком, радиоведущим, а на тот момент работал журналистом и редактором журнала Creem.
Видное место в сюжете занимает мураль английского оккультиста Остина Османа Спейра.
Ключевые сцены фильма — поглощение кроватью людей — выполнили следующим дешёвым способом. Друг на друга были уложены три надувных матраса, и когда из них вытаскивали пробки, казалось, что актёров медленно засасывает в постель, чтобы в конечном итоге растворить пузырящейся кислотой — на самом деле это была смесь жёлтого пищевого красителя и глицерина.
В 1977 году лента была готова, полностью смонтирована, однако у Барри возникли сложности с поиском прокатчика. Он отослал монтажную фильмокопию одному дистрибьютеру, но они не сошлись в финансовом вопросе. Эту плёнку ему вернули, однако позднее выяснилось, что с неё была сделана пиратская копия. Примерно с 1983 года «Постель-людоед» начала нелегально распространяться на видеокассетах в Великобритании, также этот фильм был замечен в Австралии, Новой Зеландии и Испании; сам Барри об этом и не подозревал. В Испании ленту достаточно профессионально дублировали на испанский язык, ныне эта версия считается большой редкостью.
В 2001 году Джордж Барри с удивлением обнаружил, что его фильм нелегально распространяется на видеокассетах в Европе, где приобрёл некую популярность и даже культовость. Об этом он узнал из обсуждения собственного, никогда не выходившего в прокат, фильма на онлайн-кинофоруме. Поэтому Барри решил сделать повторный релиз, который состоялся в 2003 году на Фестивале независимого кино в Сан-Франциско. В том же году «Постель-людоед» вышла на DVD, а в 2013 году — на Blu-ray Disc.

## Критика
- Rotten Tomatoes. «Название фильма говорит само за себя, и мы видим, как центральная часть „хихикающего будуара“ всасывает хиппи в свой золотистый желудочный сок, где они эффективно превращаются в скелеты…»[10]
- Variety. «„Постель-людоед“ — фильм ужасов, предназначенный для небольшого места в сердцах фанатов психотроники, которые уже ценят такие экстремальные странности, как „Кровавый урод[англ.]“, не говоря уже обо всём творчестве Энди Миллигана[англ.]»[17].
- Film Monthly. «„Постель-людоед“ настолько оригинален, что вы должны не обращать внимания на все его недостатки и просто следовать ему и наслаждаться этим причудливым наркотическим кошмаром»[18].
- AllMovie. «… главная классика школы ужасов жанра „о-чём-они-думали“…»[19]
- Bleeding Skull! «Фильм идёт рука об руку с „Ночью расчленения[англ.]“ Дорис Уишман как один из самых разрозненных и впечатляющих малобюджетных фильмов ужасов всех времён»[20].
- Ain't It Cool News[англ.] положительно оценил фильм, назвав его «существованием в кошмарном сне» и сравнив его странность с «Шиной» Кантена Дюпье[21].
- Star-News[англ.] назвал фильм чрезвычайно приятным «фильмом ужасов Z-класса», подчеркнув его актёрскую игру, предпосылки, сюжетную линию, спецэффекты, сравнимые с классикой кэмпа, такой как «Тролль 2» и «План 9 из открытого космоса»[22].
- HorrorNews.net негативно отозвался о ленте, тем не менее назвав её «любопытной». «Фильм, хотя и простой и причудливый, должен рассматриваться как лента, в которой присутствуют элементы эксплуатации 1970-х годов»[5].
- DVD Talk раскритиковал беспорядочную расстановку кадров в фильме и минимальную характеризацию[англ.]. «С другой стороны, „Постель-людоед“ обладает странным и неповторимым очарованием, которое продолжало очаровывать меня, даже когда мне было смертельно скучно. Я всегда предпочту интересный провал какому-нибудь невдохновлённому крупнобюджетному фильму ужасов»[23].
- OffScreen.com «Это редкая американская попытка смешать нестандартный сюрреализм с ужасом: кровать, в которую вселился демонический дух, пожирающий людей… начинается фильм с довольно смелой дадаистской выходки: 60 секунд чёрного экрана с одними только хрустящими звуками, которые заканчиваются заголовком: „Завтрак“… Отсутствие тональной согласованности может показаться недостатком, но на самом деле это то, что делает „Постель-людоед“ неклассифицируемым и придаёт ему неуклюжий шарм… Хотя картина напоминает другие фильмы ужасов и содержит некоторые их условности (зловещий дом у пустынной дороги; ничего не подозревающие жертвы, которые невольно идут навстречу своей смерти; пара, которую убивают во время секса, и т. д.) она остаётся уникальной и любопытной… Звук не всегда убедителен; смена дня на ночь никогда не бывает убедительной (мы всё время слышим сверчков, так что это звучит как ночь, но это точно не похоже на ночь); и сюжет иногда громоздкий…»[9]
- DiaboliqueMagazine.com «…это народная сказка самого мрачного сорта; история ужасов, в которой преобладают фантастические элементы, как в „Братьях Гримм“, подпитываемая наркотиками… Хотя фильм и не является техническим чудом, в нём больше воображения, чем у многих его технически опытных современников… Фильм продолжает двигаться вперёд в своих шизофренических приливах и отливах, так и не обретя опоры, пока не наступает взрывной финал. В этой неопределённости есть что-то, что, несомненно, привлекает… Основная направленность истории последовательна, но вопросы на этом пути остаются без ответа. Возможно, эта двусмысленность стала сильной стороной, и я думаю, людям нравится тот факт, что фильм находится где-то между эзотеризмом и безумием… Чрезмерное использование закадрового голоса. Хотя закадровый голос Художника, как и заявлено, выполняет соответствующую функцию, практически каждый персонаж в фильме, похоже, также одарён закадровым голосом (часто только для того, чтобы произносить обыденные реплики). В этом фильме, возможно, больше озвучки за кадром, чем в любом другом фильме в истории кино. Иногда это может вызвать хороший смех…»[4]

## Наследие
- В 2007 году комик Пэттон Освальт посвятил фильму песню в своём альбоме Werewolves and Lollipops[англ.][4].
- В 2019 году электронный журнал PopMatters поместил фильм на 2-ю строчку своего списка «10 самых странных фильмов ужасов всех времён», назвав его «слишком безумным, чтобы это можно было выразить словами»[24].
- В 2021 году журнал Paste поместил фильм на 92-ю строчку своего списка «100 лучших B-фильмов всех времён», прокомментировав: «Это один из тех замечательных, утраченных фильмов, который, наконец, попал на DVD несколько лет назад и был принят любителями плохого кино по всему миру»[25].